# Mezinárodní signální kód

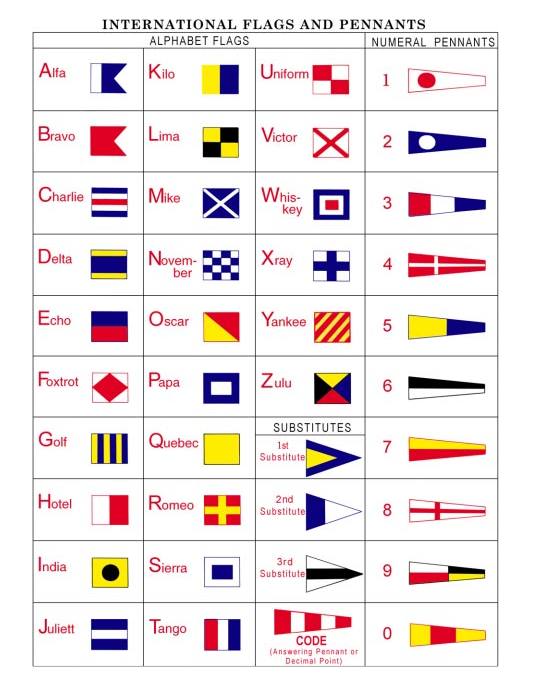
Mezinárodní systém vlajek

Mezinárodní signální kód je signalizační kód složený z písmen a číslic pro obchodní a vojenská plavidla. Umožňuje výměnu důležitých zpráv o situaci na jiných plavidlech a jejich dalších záměrech bez ohledu na mateřský jazyk komunikujících stran. Signály mohou být sděleny vlajkami, signálními lampami, semaforem, Morseovou abecedou, radiotelegraficky a radiotelefonicky.
Správcem a vydavatelem Mezinárodního signálního kódu je Mezinárodní námořní organizace (IMO).